# 7,8-Benzochinolin
7,8-Benzochinolin ist eine chemische Verbindung aus der Gruppe der Chinoline.

## Vorkommen
7,8-Benzochinolin kommt in Zigaretten und Zigarettenrauch vor.

## Eigenschaften
7,8-Benzochinolin ist ein dunkelgelber kristalliner Feststoff, der wenig löslich in Wasser ist.

## Verwendung
7,8-Benzochinolin kann zur Herstellung von Iridium-Heterocyclus-Curcumin-Komplexen und zur Hemmung und Anzeige von β-Amyloid-Fibrose verwendet werden. Letztere Verbindung hat verschiedene Verwendungszwecke, z. B. als Insektizid zur Bekämpfung von Vorratsinsekten und als Sauerstoffreduktionskatalysator oder Brennstoffzellenkatalysator.